# Lago Erie
Il lago Erie (in inglese: Lake Erie, pronuncia /ˌleɪk ˈɪri/; in italiano alle volte riportato erroneamente come Lago Eire), è uno dei cinque maggiori laghi della zona dei Grandi Laghi nell'America settentrionale, che comprende alcuni dei più estesi laghi d'acqua dolce del mondo. Lo stesso lago Erie è il tredicesimo lago al mondo per superficie ed il quarto dei cinque grandi laghi, anche contando laghi d'acqua salata come il mar Caspio ed il lago d'Aral. Esso copre circa 25 600 km² (all'incirca l'estensione della Sardegna), con una profondità media di 19 metri, per cui, a fronte della sua estensione, contiene un ridotto volume, pari a 483 km³, d'acqua (il più vasto dei Grandi Laghi, il Lago Superiore, ha un volume di oltre 12 000 km³).

## Descrizione
Il principale immissario del lago Erie è il fiume Detroit (che proviene dal lago Huron), mentre il suo unico emissario è il fiume Niagara, che conduce al lago Ontario, sul quale si trovano le famose cascate. Il collegamento con il lago Ontario è assicurato anche dal canale di Welland, che permette alle navi di aggirare le Cascate del Niagara. Altri importanti immissari sono il Grand River, il fiume Huron, il Maumee, il Sandusky, il Buffalo e il Cuyahoga.
Essendo il meno profondo dei Grandi Laghi (quindi con relativamente minori quantità di acqua) e per i massicci insediamenti industriali nelle sponde sud, il lago Erie divenne estremamente inquinato negli anni sessanta e settanta, tanto che tutti i pesci morirono. Nel 1969 “l’incendio" del fiume Cuyahoga, tributario del lago Erie, mise a nudo la situazione: l'inquinamento dovuto alle industrie di Cleveland e di altre città dell'Ohio era talmente elevato che la superficie del fiume, (sulla quale giacevano enormi quantità di residui oleosi) si incendiò. L'incendio fece scalpore e spinse verso una politica di disinquinamento, che migliorò notevolmente la qualità delle acque, permettendo una bonifica ed il ritorno di molte specie ittiche, anche se l'equilibrio resta fragile per l'introduzione di specie non indigene.
La navigazione lacuale che avrebbe notevole importanza è fortemente limitata dai bassi fondali che sono particolarmente insidiosi per la navigazione, rischio che aumenta in caso anche di modesti abbassamenti del livello, dovuti agli effetti concomitanti di periodi di siccità assieme ai consistenti prelievi idrici per usi civili, industriali ed agricoli che sono in atto sia nel lago che soprattutto mediante la intercettazione e deviazione degli affluenti in altri bacini.
Diversi stati USA (Michigan, Ohio, Pennsylvania e New York) si dividono le sponde occidentale, meridionale ed orientale del lago, mentre la provincia canadese dell'Ontario si trova sulla sponda settentrionale. Il parco nazionale Point Pelee, il punto più a sud del territorio canadese, si trova su una penisola nel lago. Le città di Buffalo (New York), Erie (Pennsylvania) e Cleveland (Ohio) si trovano sulle coste sud-orientali del lago Erie.
L'Erie, il cui nome deriva da quello di una tribù indiana, fu esplorato nel 1669 da Louis Jolliet e più tardi ospitò sulle sue rive fortificazioni francesi e britanniche. Dopo la rivoluzione americana molti federalisti si trasferirono nella regione a nord del lago. Nel 1813 il lago fu teatro di una battaglia navale fra le forze statunitensi di Oliver Perry e quelle del Regno Unito (vedi guerra del 1812), con vittoria statunitense e rinforzo del controllo americano sulla zona.